# Eutoxeres
Eutoxeres (haaksnavelkolibries) is een geslacht van vogels uit de familie kolibries (Trochilidae) en de onderfamilie Phaethornithinae (heremietkolibries). Het geslacht telt twee soorten.

## Soorten
- Eutoxeres aquila  – Haaksnavelkolibrie
- Eutoxeres condamini  – Roodstaarthaaksnavelkolibrie